# Christopher Brookmyre
Christopher Brookmyre (Glasgow, 6 settembre 1968) è uno scrittore, critico cinematografico, musicista e giornalista sportivo britannico.
Dopo l'università è stato critico cinematografico, cronista sportivo e cantante rock, per poi dedicarsi nel 1993 alla scrittura.
Il suo primo romanzo, Quite Ugly One Morning, risale al 1996. Fu pubblicato in Italia nel 2000 dalla casa editrice Meridiano Zero, con il titolo Un mattino da cani. Sempre Meridiano Zero ha pubblicato successivamente Il paese della menzogna, Scusate il disturbo e Real LifeTM.
Christopher Brookmyre, che afferma di non sentirsi parte della nuova ondata di scrittori scozzesi e di non essere uno scrittore politico, incentra i suoi romanzi su criminali ridicoli e mediocri e su una classe dirigente corrotta, con l'obiettivo di una dura critica sociale che a colpi di comicità coinvolga ora il sistema scolastico britannico, ora l'industria turistica, ora il governo, ora il sistema sanitario, ora il mondo del giornalismo.
Personaggio principale di Un mattino da cani e de Il paese della menzogna è il giornalista d'assalto Jack Parlabane, soprannominato Scoop per la sua capacità di scovare notizie sensazionali sfruttando un fiuto da segugio, una spiccata propensione alla teoria del complotto nonché all'utilizzo di metodi poco ortodossi.

## Opere (in italiano)
- La magica arte del furto (The Sacred Art of Stealing), 2013, Meridiano Zero
- Dove sono sepolti i cadaveri. Le indagini del commissario McLeod (Where The Bodies Are Buried), 2013, Newton Compton
- Scusate il disturbo (One Fine Day in the Middle of the Night),2009, Meridiano Zero
- Il paese della menzogna (Country of the Blind), 2008, Meridiano Zero
- Un mattino da cani (Quite Ugly One Morning), 2006, Meridiano Zero
- Real LifeTM (A big boy did it and ran away), 2005, Meridiano Zero